# Вулиця Миколи Грінченка
Вулиця Мико́ли Грі́нченка — вулиця в Солом'янському та Голосіївському районах міста Києва, місцевості Протасів яр, Деміївка. Пролягає від вулиці Протасів Яр до Саперно-Слобідської вулиці.
Прилучаються вулиці Байкова та Володимира Брожка.

## Історія
Частина майбутньої вулиці (між вулицею Байковою та вулицею Володимира Брожка) сформована в 2-й половині 1920-х років як шлях без назви. Решту вулиці прокладено наприкінці 1940-х — на початку 1950-х років (крім заключного відрізку).
У 1950-х роках відрізок між вулицями Протасів Яр та Байковою складав частину Лінійної вулиці, решта у 1955–1961 роках мала назву Камська вулиця (до 1955 року — (2-га) вулиця Левицького). Сучасна назва — з 1961 року.
До 2001 року кінцевою частиною вулиці, що мала вигляд невеликого проїзду (яка досягала Ізюмської вулиці та Червоноармійського провулку), пролягала трамвайна лінія. Коли колію було знято, ця частина вулиці, непроїжджа до того, остаточно занепала і була перекрита для руху, тому певний час вулиця Грінченка пролягала до вулиці Володимира Брожка.
Однак у середині 2000-х років було прокладено новий відрізок вулиці від вулиці Володимира Брожка під Деміївським шляхопроводом до Саперно-Слобідської вулиці, а «стару» частину вулиці реконструйовано, розширено і фактично перетворено на швидкісну магістраль.

## Особливості вулиці
Вздовж усього непарного боку вулиці пролягає залізниця, відтак забудова присутня лише з парного боку. А вздовж третини довжини вулиці з парного боку знаходиться Байкове кладовище.
Незважаючи на те, що сама вулиця сформована лише у 1930–50-ті роки, на ній існує давніша забудова — на території фабрики «Роза» знаходиться декілька споруд кінця XIX — початку ХХ століття — це залишки військового сухарного заводу, що існував тут з кінця XIX століття. Будівлі згоріли під час подій 1917–1920 років, стояли пусткою до 1930 року і були відновлені та включені до складу споруд новоствореної ткацької фабрики «Роза Люксембург» (з 1990-х років — «Роза»).

## Установи та заклади
- № 2/1 — Трикотажна фабрика «Роза»;
- № 4 — бізнес-центр «Горизонт Парк».
- № 4 — офіс компанії ТОВ "Сіка Україна"

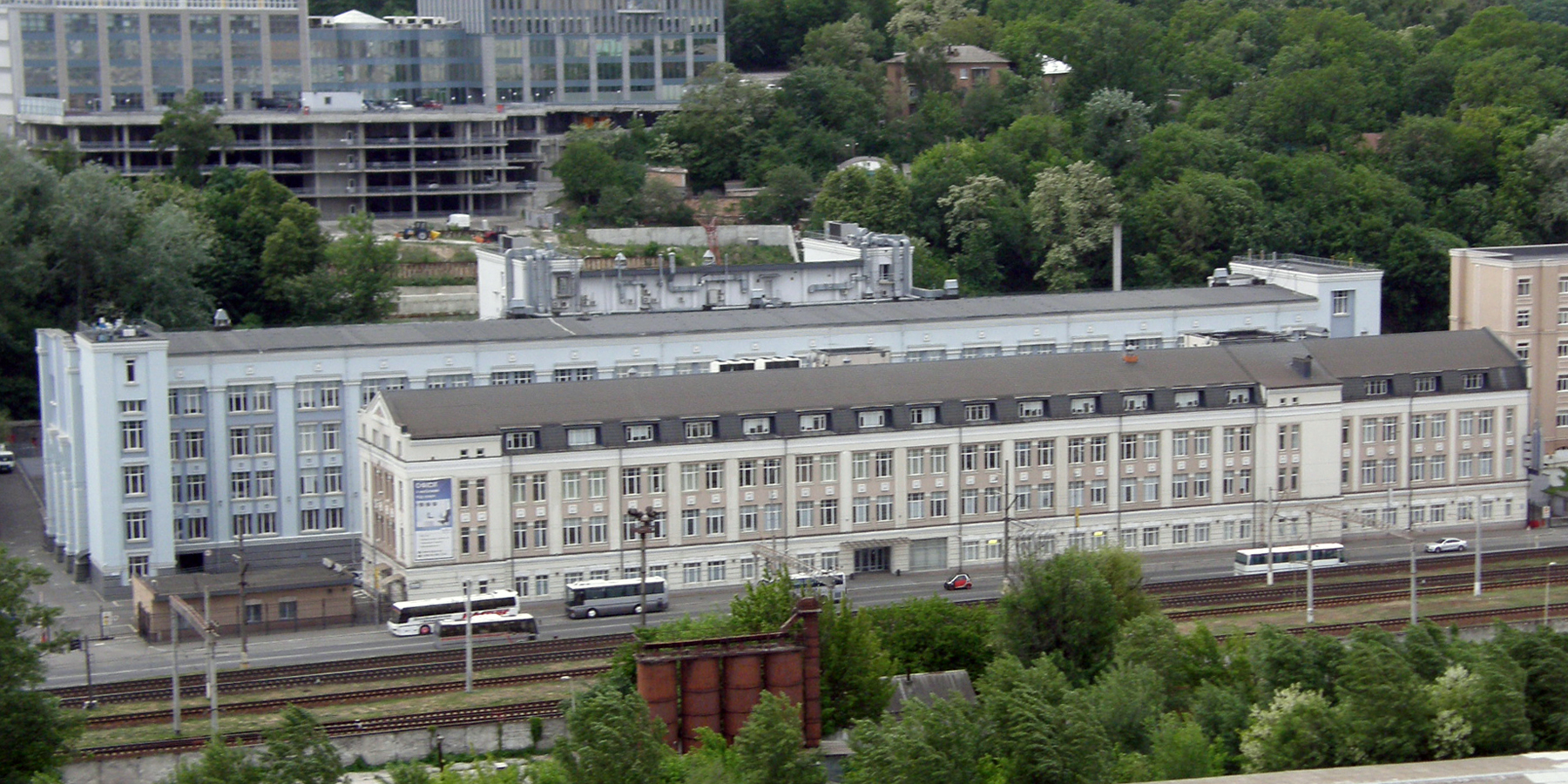
№ 4 – бізнес-центр «Горизонт Парк»